# Phaneroptera nigropunctata
Phaneroptera nigropunctata är en insektsart som beskrevs av Lucien Chopard 1955. Phaneroptera nigropunctata ingår i släktet Phaneroptera och familjen vårtbitare. Inga underarter finns listade i Catalogue of Life.